# Walentin Radew
Walentin Iwanow Radew, bułg. Валентин Иванов Радев (ur. 6 lutego 1958 w miejscowości Elin Pelin) – bułgarski polityk, inżynier i nauczyciel akademicki, poseł do Zgromadzenia Narodowego, w latach 2009–2013 wiceminister obrony, w latach 2017–2018 minister spraw wewnętrznych.

## Życiorys
Z wykształcenia inżynier, specjalista w zakresie amunicji i materiałów wybuchowych, ukończył studia w szkole wojskowej w Szumenie. Uzyskał magisterium z zakresu ekonomii i zarządzania na Uniwersytecie Gospodarki Narodowej i Światowej, a w 1991 stopień naukowy doktora. Był zawodowym wojskowym, w 1983 zajął się również działalnością akademicką jako pracownik naukowy wojskowego instytutu naukowego (WNTI) w Sofii. Później wykładał także na bułgarskich uniwersytetach w tym na Uniwersytecie Gospodarki Narodowej i Światowej. W latach 1999–2002 był wicedyrektorem i dyrektorem instytutu naukowego IPIO zajmującego się tematyką obronności. W 2005 został przewodniczącym stowarzyszenia skupiającego specjalistów w zakresie amunicji, a w 2006 członkiem Związku Naukowców w Bułgarii. Opublikował około 130 prac naukowych, opracował również 9 patentów.
Zaangażował się w działalność polityczną w ramach partii GERB, został ekspertem tej partii w zakresie obronności. W 2009 premier Bojko Borisow powołał go na wiceministra obrony w swoim rządzie. Funkcję tę pełnił do 2013. W tym samym roku uzyskał mandat deputowanego do Zgromadzenia Narodowego 42. kadencji. Z powodzeniem ubiegał się o poselską reelekcję w wyborach w 2014 i 2017.
W maju 2017 otrzymał nominację na ministra spraw wewnętrznych w trzecim gabinecie Bojka Borisowa. 20 września 2018 na tym stanowisku zastąpił go Mładen Marinow.